# Plaza del Mercado (Jerez de la Frontera)
La Plaza del Mercado se encuentra en el casco antiguo de la ciudad de Jerez de la Frontera (Andalucía, España). Ubicada en la antigua collación de San Mateo, debe su nombre a que allí se encontraba el antiguo zoco o mercado árabe de la ciudad.
Durante la Edad Media, la Plaza del Mercado fue el centro señorial y urbano de la ciudad. Junto con la cercana Plaza de San Lucas, representan el espíritu y el corazón del casco antiguo de Jerez, declarado Conjunto Histórico-Artístico.
Actualmente está presidida por una fuente renacentista.

## Arquitectura
Prueba de la importancia de la Plaza del Mercado son los palacios y otros edificios de interés que la flanquean.
Casa-Palacio Riquelme
Preside la plaza este palacio, del siglo XVI muestra relevante de la arquitectura plateresca jerezana.
La fachada de la Casa-Palacio Riquelme fue realizada en 1542. Debido a la rivalidad que los Riquelme tenían con otras familias jerezanas, como los Ponce de León o Villavicencio, la casa se erige en el principal salón medieval de la ciudad, edificada en un estilo más moderno que las casas de las familias rivales. 

Museo Arqueológico Municipal

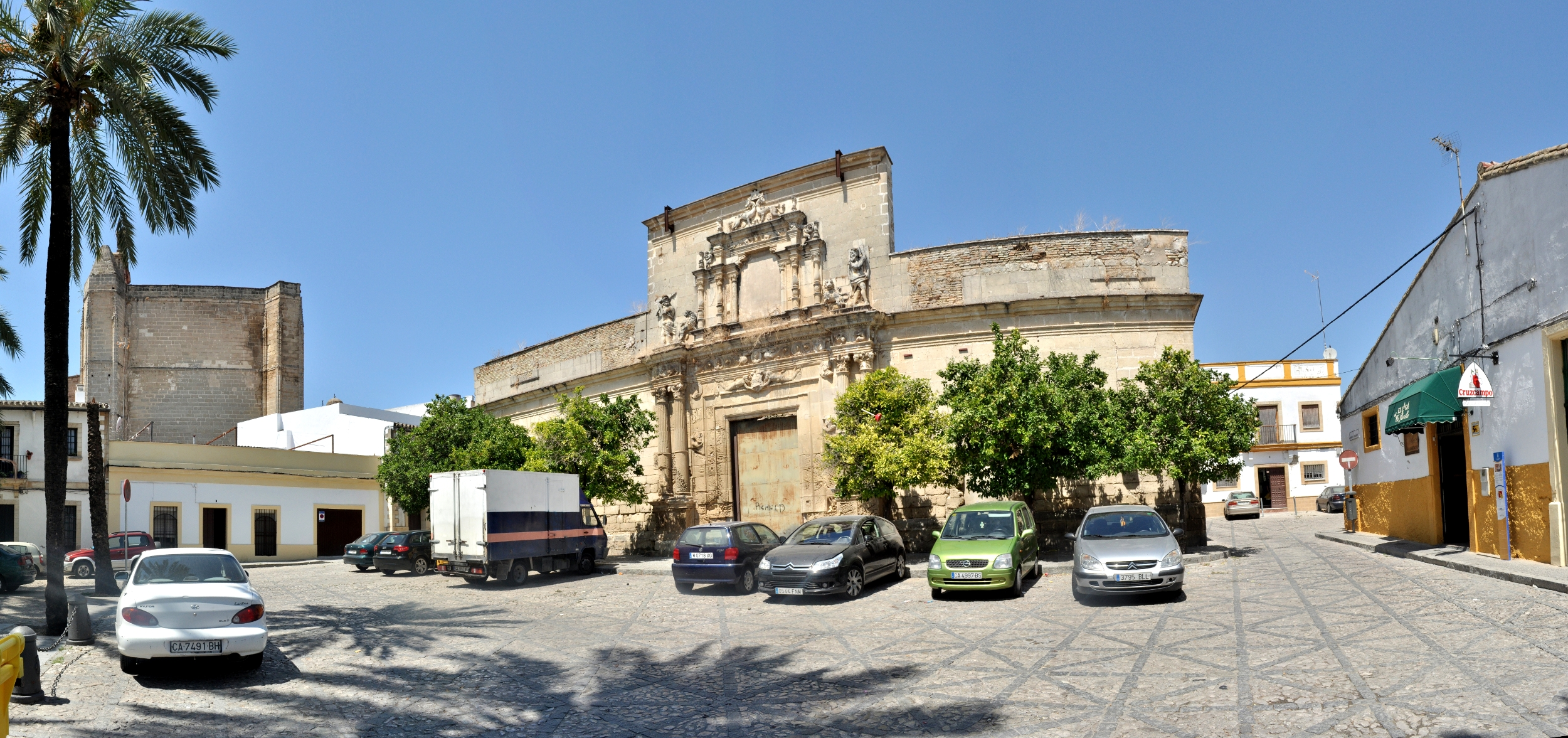
De izquierda a derecha, Iglesia de San Mateo y Palacio de Riquelme.

El edificio principal del museo es un palacete de fines del siglo XVIII, cuya estructura responde a la tipología de casa patio, propia de los palacios del Barroco.
Iglesia de San Mateo
Una de las seis iglesias establecidas en Jerez de la Frontera tras la Reconquista (1264), es un edificio gótico que ofrece elementos románicos y levantado en la transición de los siglos XIV-XV, con incorporaciones renacentistas y barrocas.
Palacio de San Blas
Ese palacio fue antiguamente un hospital con capilla, en la cual se encontraba una imagen de San Blas. Posteriormente se trasladó la imagen a la parroquia de San Mateo, donde actualmente se le da culto. Fue adquirido a mitad del siglo XX por una familia bodeguera notable de la ciudad que rehabilitó dicho Palacio.
Pinacoteca Rivero
A espaldas del Palacio Riquelme, dentro de las Bodegas Rincón Malillo, se ubica la que es considerada actualmente como una de las mejores colecciones privadas de España, con cuadros de entre los siglos XV y XIX pertenecientes a artistas como Zurbarán, El Greco, Goya, Velázquez, entre otros.

## Galería
|  |  |  |

## Usos
Aparte de ser plaza del mercado durante mucho tiempo, fue lugar para ejecuciones públicas, destacando las del caso de La Mano Negra en 1884